# (461) Saskia
(461) Saskia ist ein Asteroid des Hauptgürtels, der am 22. Oktober 1900 vom deutschen Astronomen Max Wolf in Heidelberg entdeckt wurde.
Der Asteroid ist nach Saskia van Uylenburgh, der Gattin Rembrandts, benannt.